# 3086 Kalbaugh
3086 Kalbaugh је астероид чија средња удаљеност од Сунца износи 1,935 астрономских јединица (АЈ).
Апсолутна магнитуда астероида је 13,6.